# Dilbeek
Dilbeek /'dɪlbeːk/ è un comune belga di 43 763 abitanti nelle Fiandre (Brabante Fiammingo), istituito dal 1º gennaio 1977 dall'unione di Dilbeek, Groot-Bijgaarden, Schepdaal, Itterbeek, Sint-Martens-Bodegem e Sint-Ulriks-Kapelle.
In passato era molto conosciuto per le sue cave di pietra arenaria bianca, utilizzata copiosamente per erigere i grandi monumenti fiamminghi soprattutto in epoca gotica secondo lo stile locale del gotico brabantino.

## Monumenti e luoghi d'interesse
- Castello di Groot-Bijgaarden (château de Grand-Bigard, in francese), iniziato nel XII secolo e terminato nel XVII secolo[2]
- Castello di Viron, costruito nel 1862-1871, dal 1926 sede del Municipio di Dilbeek[3][4]
- Castello La Motte, costruito nel 1773[5]
- Castello Nieuwermolen a Sint-Ulriks-Kapelle[6]
- Torre di Sant'Alena (Sint-Alenatoren), ciò che resta del castello medievale di Dilbeek demolito nel 1871[7]
- Chiesa di Sant'Anna (Sint-Annakerk), a Sint-Anna-Pede, del XIII secolo, dipinta sullo sfondo della Parabola dei ciechi di Pieter Bruegel il Vecchio[8]
- Chiesa di Sant'Ambrogio (Sint-Ambrosiuskerk) del XIII secolo[9]
- Mulino ad acqua di Sint-Gertrudis-Pede (Pede-Sainte-Gertrude), costruito nel 1392 e rimesso in funzione nel 1990, fa da sfondo ai dipinti Gazza sulla forca e Cacciatori nella neve di Pieter Bruegel il Vecchio[10]
- Museo Brueghel a Sint-Anna-Pede, museo all'aperto nel quale sono esposte 19 grandi riproduzioni di paesaggi di Pieter Bruegel il Vecchio[11]
- Museo del tram a Schepdaal (Trammuseum van Schepdaal o Musée du Tramway de Schepdael), istituito nel 1962 nell'ex deposito di Schepdaal, capolinea della tratta Schepdaal-Bruxelles, dal 2009 gestito dall'organizzazione non profit "Erfgoed Vlaanderen" (Patrimonio delle Fiandre)[12]

## Amministrazione

### Gemellaggi
- Franschhoek in Sudafrica